# Aérodrome d'Arorae
L'aérodrome d'Arorae (code IATA : AIS) est le seul aérodrome situé à Arorae, l'île la plus méridionale des Kiribati. Air Kiribati le dessert chaque semaine avec un vol qui part de l'aéroport international de Bonriki et qui fait escale à l'aérodrome de Tabiteuea-Nord et à Tamana.

## Situation
| Abaiang Abemama Aranuka Arorae Beru Bonriki Butaritari Canton Cassidy Kuria Maiana Makin Nonouti Tabiteuea-Nord Tabiteuea-Sud Tamana Teraina Tabuaeran Marakei Nikunau |

Il se situe au nord du village de Tamaroa.